# Erik Chisholm
Erik Chisholm (* 4. Januar 1904 in Glasgow; † 8. Juni 1965 in Kapstadt) war ein schottischer Komponist und Dirigent.

## Leben und Werk
Erik Chisholm studierte ab dem Alter von 13 Jahren an der Glasgow Athenaeum School of Music (spätere Royal Scottish Academy of Music and Drama) Orgel bei Herbert Walton und Klavier bei Philip Halstead, später in England Klavier bei dem ukrainischen Pianisten Lev Pouishnoff. 1926 übernahm er Stellen als Organist und Chorleiter im kanadischen New Glasgow. Nach seiner Rückkehr nach Schottland folgte ein Kompositionsstudium bei Donald Francis Tovey an der Edinburgh University, das er 1934 mit der Promotion abschloss. Von 1930 bis 1939 wirkte er als Dirigent der Glasgow Grand Opera Society und begründete die Active Society for the Propagation of Contemporary Music, die international bekannte Komponisten wie Hindemith und Bartók zur Vorstellung eigener Werke nach Schottland einlud. 1940 leitete Chisholm die Carl Rosa Opera Company. In den folgenden Jahren arbeitete er als Musikdirektor für die Entertainments National Service Association, die ihn 1945 nach Bombay zwecks Gründung eines Orchesters entsandte, anschließend reiste er nach Singapur und gründete dort das Singapore Symphony Orchestra. 1946 wurde Chisholm zum Direktor des South African College of Music an der University of Cape Town ernannt. An der Universität rief er eine Opera Company sowie eine Opera School ins Leben und leitete in den Folgejahren eine Reihe von Opernerstaufführungen in Südafrika. Aus seiner Opera School entwickelte sich später die Cape Town Opera. Er unternahm Konzertreisen auch in die USA, auf die Britischen Inseln und in die Sowjetunion, wo er mit Schostakowitsch zusammentraf. Chisholm verstand sich zeitlebens als Sozialist.
Als Komponist schuf Erik Chisholm mehrere Opern auf eigene Libretti (darunter „Canterbury Tales“, 1961/62), Ballettmusiken und Orchesterwerke (darunter zwei Sinfonien und zwei Klavierkonzerte), Kammermusik und zahlreiche Lieder. In seinen früheren Werken nahm Chisholm keltische Skalen und Themen auf, später integrierte er auch Einflüsse hindustanischer Musik; das 1935 uraufgeführte 1. Klavierkonzert trägt den Titel „Piobaireachd Concerto“, die 2. Sinfonie von 1939 den Titel „Ossian“, das 1949 beendete 2. Klavierkonzert den Beinamen „The Hindustani“.
Erik Chisholm ist außerdem Autor des 1971 postum publizierten Buchs „The Operas of Leoš Janáček“.